# Gretha Smit
Gretha Smit, född den 20 januari 1976 i Rouveen, Nederländerna, är en nederländsk före detta skridskoåkare.
Hon tog OS-silver på damernas 5 000 meter i samband med de olympiska skridskotävlingarna 2002 i Salt Lake City.